# Tempête tropicale Franklin (2005)
Pour les articles homonymes, voir Cyclone tropical Franklin.
La tempête tropicale Franklin a été la 6e de la saison cyclonique 2005 dans le bassin de l'océan Atlantique. C'est la première utilisation du nom Franklin, destiné à remplacer Floyd (retiré en 1999).

## Évolution météorologique
Le 10 juillet 2005, une onde tropicale quitta la côte de l'Afrique de l'Ouest, accompagnée de nuages convectifs relativement peu développés. Après avoir dépassé les îles du Cap-Vert, une petite zone de forte convection se mit à persister le long de l'onde du 12 au 14 juillet, mais ne put s'intensifier étant donné le cisaillement du vent de l'océan Atlantique tropical et des courants d'eau froide du secteur. Le 15 juillet, à mi-chemin entre l'Afrique et les Petites Antilles, il était évident qu'une perturbation tropicale s'était développée, quoique peu organisée. La perturbation poursuivit son chemin vers l'ouest.
Tard le 18 juillet, lorsque l'onde tropicale traversa les Petites Antilles, la convection s'était presque complètement dissipée, face au cisaillement des vents produit par un creux de haute altitude à l'est de la mer des Caraïbes. L'onde se sépara en deux parties. La portion sud traversa la mer des Caraïbes et fut à l'origine de la tempête tropicale Gert quelques jours plus tard dans le sud-ouest du golfe du Mexique.
Tard le 19 juillet, le précédent creux faiblit et se déplaça vers le nord. La forte convection reprit aussitôt et se concentra au nord de l'île d'Hispaniola. Tôt le 21 juillet, sous la perturbation, au sud-est de l'archipel des Bahamas, la pression atmosphérique chuta significativement.
Se déplaçant vers le nord-ouest à l'est des Bahamas, les nuages convectifs ont commencé à montrer une structure en bandes incurvées. Une circulation cyclonique très prononcée était observable vers 16:00 UTC. À 20 h 30, un vol de reconnaissance rapporta la présence d'une circulation fermée à la surface. Ainsi, le National Hurricane Center a déterminé que le cyclone était devenu une dépression tropicale vers 18:00 UTC le 21 juillet, à près de 60 milles nautiques à l'est de l'île d'Eleuthera dans le nord-ouest des Bahamas.
La dépression s'intensifia et vers 0:00 UTC, le 22 juillet, atteignit l'intensité d'une tempête tropicale avec des vents soutenus à 75 km/h, à 70 milles nautiques à l'est-sud-est des îles Abacos (Bahamas). On la désigna sous le nom de Franklin. Le cyclone se déplaça vers le nord-ouest à travers une faiblesse de l'anticyclone des Bermudes. Plus tard, il tourna vers le nord, sans intensification notable, limitée par le cisaillement produit par la tempête tropicale Gert.
Tôt le 23 juillet, le cyclone Franklin, s'étant éloigné de la zone de cisaillement et du cyclone Gert, put poursuivre son intensification. La tempête atteignit son intensité maximale de 115 km/h vers 21:00 UTC, à environ 275 milles nautiques à l'est de Cap Canaveral, en Floride.
Il tourna ensuite vers le nord-est, influencé par un creux en provenance de la côte est des États-Unis. Ce creux, trop loin au nord de Franklin pour l'éloigner des côtes, le dépassa en produisant un fort cisaillement, ce qui provoqua l'affaiblissement du cyclone les 24 et 25 juillet, qui cheminait vers l'est. Le 25 juillet vers 18:00 UTC, l'intensité de Franklin n'était plus que de 65 km/h. Le 26 juillet, la tempête se dirigea vers le nord. Son centre passa lentement à un peu moins de 175 milles nautiques à l'ouest des Bermudes.
Les 27 et 28 juillet, Franklin progressa vers le nord entre les Bermudes et la Caroline du Nord. Le cisaillement diminua, permettant une nouvelle intensification. Tôt le 28 juillet, on observa des vents soutenus à 95 km/h. Plus tard ce jour-là, un complexe dépressionnaire atteignit la côte est américaine, poussant le cyclone vers le nord-est. Le 29 juillet, la tempête tropicale accéléra fortement son mouvement et passa à 250 milles nautiques au sud de la Nouvelle-Écosse. Le 30 juillet 2005, vers 0:00 UTC, Franklin faiblit en cyclone extratropical puis passa au-dessus de la partie sud de Cape Race, Terre-Neuve. Le 31 juillet, les restes furent intégrés à un large système frontal dans le nord de l'océan Atlantique.